# Трисилицид пентасамария
Трисилицид пентасамария — бинарное неорганическое соединение
самария и крамния
с формулой Sm5Si3,
кристаллы.

## Получение
- Нагревание чистых веществ в вакууме:

{\displaystyle {\mathsf {5Sm+3Si\ {\xrightarrow {1550^{o}C}}\ Sm_{5}Si_{3}}}}

## Физические свойства
Трисилицид пентасамария образует кристаллы
гексагональной сингонии, пространственная группа P 63/mmc, параметры ячейки a = 0,856 нм, c = 0,6453 нм, Z = 2 
структура типа трисилицида пентамарганца Mn5Si3
.
Соединение образуется по перитектической реакции при температуре ≈1550°С
.